# Fromeovo jezero
Fromovo jezero též Munda (anglicky Lake Frome, v jazyce adynyamathanha Munda) je bezodtoké jezero v Jižní Austrálii. Vyplňuje plochou propadlinu východně od Flindersova hřbetu. Je 100 km dlouhé a maximálně 40 km široké. Obě jména se užívají souběžně od roku 2004.

## Vodní režim
Naplňuje se vodou po silných deštích. Převážnou část roku je pokryto vrstvou soli. Tato plocha představuje území o rozloze 2596,15 km².

## Původ názvu
Jezero bylo pojmenováno po generálu Edwardu Charlesi Fromeovi. Tento představitel Britské armády stál v čele expedice, která v roce 1843 při průzkumu oblastí Jižní Austrálie poprvé zmapovala zmíněné solné jezero.

## Domorodé pověsti
V mýtech Austrálců kmene Adnyamathanha koryto potoka Arkaroola Creek a jezero vytvořil v Čase snění při svém plazení krajinou duhový had jménem Arkaroo, který z jezera vypil všechnu vodu. Z tohoto důvodu místní domorodci se vyhýbají vstupu na území solného jezera.